# Termobárikus fegyver

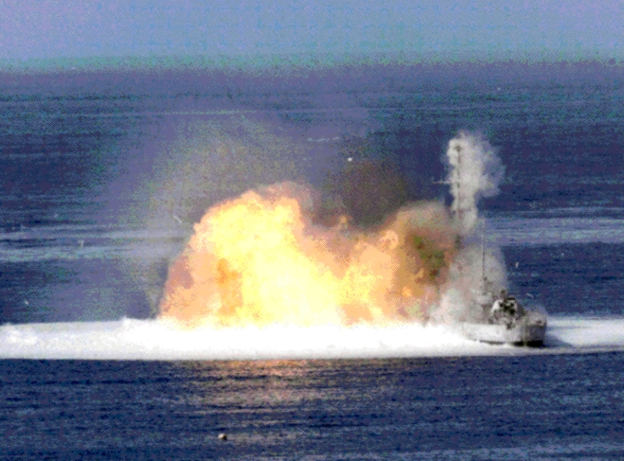
Az amerikai haditengerészet üzemanyag-levegő robbanószerkezetének robbanása, amelyet egy leszerelt hajó ellen használtak (USS McNulty, 1972)

A termobárikus fegyver, más néven aeroszolbomba vagy vákuumbomba olyan kétlépcsős típusú robbanólőszer, amely a környező levegő oxigénjét használja fel magas hőmérsékletű robbanás létrehozásához. A gyakorlatban az ilyen fegyverek által kiváltott lökéshullám lényegesen távolabbra elér, mint a hagyományos robbanóanyag esetén. A tüzelőanyag-levegő robbanófej a termobárikus fegyverek egyik legismertebb típusa. 
A két lépcsőnél az első töltet egy nagyon finom szemcsékből álló aeroszolt juttat a levegőbe, ami lehet tüzelőanyag (pl. benzin) vagy akár állhat apró fémrészecskékből is. A második töltet meggyújtja ezt a felhőt, ami által tűzgömb és lökéshullám alakul ki, majd pedig nyomáscsökkenés, mivel a robbanás elhasználja az oxigént a környező levegőből. Amikor felrobban, rendkívüli hőt bocsát ki, és felperzseli a környezetét. Oroszország fejlesztette ki a világ legerősebb nem atomtöltetű bombáját, ami ezen az elven alapul, és amelyet „minden bomba atyja”-ként is neveznek.
Az ilyen fegyvereket sokféle célra használják, és többféle méretben kaphatók. Általában védelmi állások megsemmisítésére alkalmazzák. A nagy méretű változatokat barlangok és alagútkomplexumok megsemmisítésére tervezték. Az épített vagy természetes barlang vagy más építmény a nyomáskülönbség hatására beomlik. Gyalogság, bunkerek, erődítmények és járművek megsemmisítésére is alkalmas.
A 2000-es években a nemzetközi emberjogi szervezet, a Human Rights Watch a vákuumbombák használatának betiltása mellett szólalt fel.